# Nanilla globosa
Nanilla globosa är en skalbaggsart som beskrevs av Fernando de Zayas 1975. Nanilla globosa ingår i släktet Nanilla och familjen långhorningar.
Artens utbredningsområde är Kuba. Inga underarter finns listade i Catalogue of Life.